# Parc national de Radom
Le parc national de Radom (appelé aussi réserve d'Al-Radom) est une réserve de biosphère de l'UNESCO située au Soudan, au sud du Darfour. 
Il couvre une surface de 1 250 970 hectares (ou 12 500 km2), et inclut la quasi-totalité de la région du Kafia Kingi.
Il est bordé et traversé par deux fleuves pérennes: l'Adda et l'Umbelasha. Ces fleuves coulent du plateau du Congo vers la ville de Radom. 
Le parc est couvert de prairies et de savanes arborées, ainsi que de forêts le long des rivières. Il possède aussi des collines irrégulières culminant à 450 mètres.
La biosphère de la réserve est menacée depuis le milieu des années 1980.
Le parc national de Radom est, par ailleurs, contigu au parc national André-Félix en Centrafrique.